# Aricoris tisiphone
Aricoris tisiphone är en fjärilsart som beskrevs av John Obadiah Westwood 1851. Aricoris tisiphone ingår i släktet Aricoris och familjen Riodinidae. Inga underarter finns listade i Catalogue of Life.